# Phedimus
Phedimus es un género de plantas con flores de la familia Crassulaceae. Comprende 26 especies descritas y de estas, solo 4  aceptadas.

## Taxonomía
El género fue descrito por Constantine Samuel Rafinesque y publicado en American monthly magazine and critical review 1(6): 438–439. 1817. La especie tipo es: Phedimus stellatus (L.) Raf. 

## Especies aceptadas
A continuación se brinda un listado de las especies del género Phedimus aceptadas hasta enero de 2014, ordenadas alfabéticamente. Para cada una se indica el nombre binomial seguido del autor, abreviado según las convenciones y usos.
- Phedimus hsinganicus (Y.C. Chu ex S.H. Fu & Y. Hui Huang) H. Ohba, K.T. Fu & B.M. Barthol.
- Phedimus middendorffianus (Maxim.) 't Hart
- Phedimus odontophyllus (Fröd.) 't Hart
- Phedimus selskianus (Regel & Maack) 't Hart